# 1966-os labdarúgó-világbajnokság-selejtező (UEFA)
Az 1966-os labdarúgó-világbajnokság selejtezőjének UEFA-zónájában összesen 32 nemzet harcolhatta ki a világbajnoki részvételt. Anglia rendezőként automatikusan kijutott a világbajnokságra, Szíria visszalépett a selejtezőktől, így a fennmaradó 8 helyért 31 ország válogatottja versenyzett. Az európai zóna összesen 9 helyet kapott a 16-os mezőnyben. 
A 31 csapatot kilenc csoportba sorolták, három darab 3 csapatos és öt darab 4 csapatos csoportba, de az egyik csoportban végül csak két csapat szerepelt. A csapatok egymás ellen oda-visszavágós alapon, hazai pályán és idegenben egyaránt megmérkőztek. A csoportgyőztesek kijutottak az 1966-os világbajnokságra. 

## Összegezve
| 1. csoport | 2. csoport   | 3. csoport                | 4. csoport              | 5. csoport            | 6. csoport     | 7. csoport            | 8. csoport                   | 9. csoport      |
| ---------- | ------------ | ------------------------- | ----------------------- | --------------------- | -------------- | --------------------- | ---------------------------- | --------------- |
| · Belgium  | · NSZK       | · Franciaország           | · Portugália            | · Svájc               | · Magyarország | · Szovjetunió         | · Olaszország                | · Spanyolország |
| · Bulgária | · Svédország | · Norvégia                | · Csehszlovákia         | · Észak-Írország      | · NDK          | · Wales               | · Skócia                     | · Írország      |
| · Izrael   | · Ciprus     | · Jugoszlávia · Luxemburg | · Románia · Törökország | · Hollandia · Albánia | · Ausztria     | · Görögország · Dánia | · Lengyelország · Finnország | · Szíria        |

## Csoportok

### 1. csoport
| Hely. | Csapat   | M | Gy | D | V | G+ | G– | Gk  | P | Továbbjutás  |  | Belgium | Bulgária | Izrael |
| ----- | -------- | - | -- | - | - | -- | -- | --- | - | ------------ |  | ------- | -------- | ------ |
| 1.    | Belgium  | 4 | 3  | 0 | 1 | 11 | 3  | +8  | 6 | Pótselejtező |  | —       | 5–0      | 1–0    |
| 2.    | Bulgária | 4 | 3  | 0 | 1 | 9  | 6  | +3  | 6 | Pótselejtező |  | 3–0     | —        | 4–0    |
| 3.    | Izrael   | 4 | 0  | 0 | 4 | 1  | 12 | −11 | 0 |              |  | 0–5     | 1–2      | —      |

### 2. csoport
| Hely. | Csapat     | M | Gy | D | V | G+ | G– | Gk  | P | Továbbjutás                          |     | Nyugat-Németország | Svédország | Ciprusi Köztársaság |
| ----- | ---------- | - | -- | - | - | -- | -- | --- | - | ------------------------------------ | --- | ------------------ | ---------- | ------------------- |
| 1.    | NSZK       | 4 | 3  | 1 | 0 | 14 | 2  | +12 | 7 | Kijutott az 1966-os világbajnokságra |     | —                  | 1–1        | 5–0                 |
| 2.    | Svédország | 4 | 2  | 1 | 1 | 10 | 3  | +7  | 5 |                                      |     | 1–2                | —          | 3–0                 |
| 3.    | Ciprus     | 4 | 0  | 0 | 4 | 0  | 19 | −19 | 0 |                                      | 0–6 | 0–5                | —          |                     |

### 3. csoport
| Hely. | Csapat        | M | Gy | D | V | G+ | G– | Gk  | P  | Továbbjutás                          |     | Franciaország | Norvégia | Jugoszlávia | Luxemburg |
| ----- | ------------- | - | -- | - | - | -- | -- | --- | -- | ------------------------------------ | --- | ------------- | -------- | ----------- | --------- |
| 1.    | Franciaország | 6 | 5  | 0 | 1 | 9  | 2  | +7  | 10 | Kijutott az 1966-os világbajnokságra |     | —             | 1–0      | 1–0         | 4–1       |
| 2.    | Norvégia      | 6 | 3  | 1 | 2 | 10 | 5  | +5  | 7  |                                      |     | 0–1           | —        | 3–0         | 4–2       |
| 3.    | Jugoszlávia   | 6 | 3  | 1 | 2 | 10 | 8  | +2  | 7  |                                      | 1–0 | 1–1           | —        | 3–1         |           |
| 4.    | Luxemburg     | 6 | 0  | 0 | 6 | 6  | 20 | −14 | 0  |                                      | 0–2 | 0–2           | 2–5      | —           |           |

### 4. csoport
| Hely. | Csapat        | M | Gy | D | V | G+ | G– | Gk  | P | Továbbjutás                          |     | Portugália | Csehszlovákia | Románia | Törökország |
| ----- | ------------- | - | -- | - | - | -- | -- | --- | - | ------------------------------------ | --- | ---------- | ------------- | ------- | ----------- |
| 1.    | Portugália    | 6 | 4  | 1 | 1 | 9  | 4  | +5  | 9 | Kijutott az 1966-os világbajnokságra |     | —          | 0–0           | 2–1     | 5–1         |
| 2.    | Csehszlovákia | 6 | 3  | 1 | 2 | 12 | 4  | +8  | 7 |                                      |     | 0–1        | —             | 3–1     | 3–1         |
| 3.    | Románia       | 6 | 3  | 0 | 3 | 9  | 7  | +2  | 6 |                                      | 2–0 | 1–0        | —             | 3–0     |             |
| 4.    | Törökország   | 6 | 1  | 0 | 5 | 4  | 19 | −15 | 2 |                                      | 0–1 | 0–6        | 2–1           | —       |             |

### 5. csoport
| Hely. | Csapat         | M | Gy | D | V | G+ | G– | Gk  | P | Továbbjutás                          |     | Svájc | Észak-Írország | Hollandia | Albánia |
| ----- | -------------- | - | -- | - | - | -- | -- | --- | - | ------------------------------------ | --- | ----- | -------------- | --------- | ------- |
| 1.    | Svájc          | 6 | 4  | 1 | 1 | 7  | 3  | +4  | 9 | Kijutott az 1966-os világbajnokságra |     | —     | 2–1            | 2–1       | 1–0     |
| 2.    | Észak-Írország | 6 | 3  | 2 | 1 | 9  | 5  | +4  | 8 |                                      |     | 1–0   | —              | 2–1       | 4–1     |
| 3.    | Hollandia      | 6 | 2  | 2 | 2 | 6  | 4  | +2  | 6 |                                      | 0–0 | 0–0   | —              | 2–0       |         |
| 4.    | Albánia        | 6 | 0  | 1 | 5 | 2  | 12 | −10 | 1 |                                      | 0–2 | 1–1   | 0–2            | —         |         |

### 6. csoport
| Hely. | Csapat       | M | Gy | D | V | G+ | G– | Gk | P | Továbbjutás                          |     | Magyarország | Német Demokratikus Köztársaság | Ausztria |
| ----- | ------------ | - | -- | - | - | -- | -- | -- | - | ------------------------------------ | --- | ------------ | ------------------------------ | -------- |
| 1.    | Magyarország | 4 | 3  | 1 | 0 | 8  | 3  | +5 | 7 | Kijutott az 1966-os világbajnokságra |     | —            | 3–2                            | 3–0      |
| 2.    | NDK          | 4 | 1  | 2 | 1 | 5  | 5  | 0  | 4 |                                      |     | 1–1          | —                              | 1–0      |
| 3.    | Ausztria     | 4 | 0  | 1 | 3 | 1  | 6  | −5 | 1 |                                      | 0–1 | 1–1          | —                              |          |

### 7. csoport
| Hely. | Csapat      | M | Gy | D | V | G+ | G– | Gk  | P  | Továbbjutás                          |     | Szovjetunió | Wales | Görögország | Dánia |
| ----- | ----------- | - | -- | - | - | -- | -- | --- | -- | ------------------------------------ | --- | ----------- | ----- | ----------- | ----- |
| 1.    | Szovjetunió | 6 | 5  | 0 | 1 | 19 | 6  | +13 | 10 | Kijutott az 1966-os világbajnokságra |     | —           | 2–1   | 3–1         | 6–0   |
| 2.    | Wales       | 6 | 3  | 0 | 3 | 11 | 9  | +2  | 6  |                                      |     | 2–1         | —     | 4–1         | 4–2   |
| 3.    | Görögország | 6 | 2  | 1 | 3 | 10 | 14 | −4  | 5  |                                      | 1–4 | 2–0         | —     | 4–2         |       |
| 4.    | Dánia       | 6 | 1  | 1 | 4 | 7  | 18 | −11 | 3  |                                      | 1–3 | 1–0         | 1–1   | —           |       |

### 8. csoport
| Hely. | Csapat        | M | Gy | D | V | G+ | G– | Gk  | P | Továbbjutás                          |     | Olaszország | Skócia | Lengyelország | Finnország |
| ----- | ------------- | - | -- | - | - | -- | -- | --- | - | ------------------------------------ | --- | ----------- | ------ | ------------- | ---------- |
| 1.    | Olaszország   | 6 | 4  | 1 | 1 | 17 | 3  | +14 | 9 | Kijutott az 1966-os világbajnokságra |     | —           | 3–0    | 6–1           | 6–1        |
| 2.    | Skócia        | 6 | 3  | 1 | 2 | 8  | 8  | 0   | 7 |                                      |     | 1–0         | —      | 1–2           | 3–1        |
| 3.    | Lengyelország | 6 | 2  | 2 | 2 | 11 | 10 | +1  | 6 |                                      | 0–0 | 1–1         | —      | 7–0           |            |
| 4.    | Finnország    | 6 | 1  | 0 | 5 | 5  | 20 | −15 | 2 |                                      | 0–2 | 1–2         | 2–0    | —             |            |

### 9. csoport
| Hely. | Csapat        | M | Gy | D | V | G+ | G– | Gk | P | Továbbjutás  |  | Spanyolország | Írország | Szíria |
| ----- | ------------- | - | -- | - | - | -- | -- | -- | - | ------------ |  | ------------- | -------- | ------ |
| 1.    | Spanyolország | 2 | 1  | 0 | 1 | 4  | 2  | +2 | 2 | Pótselejtező |  | —             | 4–1      |        |
| 2.    | Írország      | 2 | 1  | 0 | 1 | 2  | 4  | −2 | 2 | Pótselejtező |  | 1–0           | —        |        |
| 3.    | Szíria        | 0 | 0  | 0 | 0 | 0  | 0  | 0  | 0 | Visszalépett |  |               |          | —      |

## Kijutott csapatok
Az alábbi tíz csapat jutott ki az UEFA-zónából az 1966-os labdarúgó-világbajnokságra.
| Csapat        | Kijutás             | Kijutás dátuma      | Korábbi részvételek a világbajnokságon1 |
| ------------- | ------------------- | ------------------- | --------------------------------------- |
| Anglia        | Rendező             | 1960. augusztus 22. | 4 (1950, 1954, 1958, 1962)              |
| Bulgária      | 1. csoport győztese | 1965. december 29.  | 1 (1962)                                |
| NSZK          | 2. csoport győztese | 1965. november 14.  | 5 (19342, 19382, 1954, 1958, 1962)      |
| Franciaország | 3. csoport győztese | 1965. november 6.   | 5 (1930, 1934, 1938, 1954, 1958)        |
| Portugália    | 4. csoport győztese | 1965. november 21.  | 0 (debütálás)                           |
| Svájc         | 5. csoport győztese | 1965. november 14.  | 5 (1934, 1938, 1950, 1954, 1962)        |
| Magyarország  | 6. csoport győztese | 1965. október 9.    | 5 (1934, 1938, 1954, 1958, 1962)        |
| Szovjetunió   | 7. csoport győztese | 1965. október 27.   | 2 (1958, 1962)                          |
| Olaszország   | 8. csoport győztese | 1965. december 5.   | 5 (1934, 1938, 1950, 1954, 1962)        |
| Spanyolország | 9. csoport győztese | 1965. november 10.  | 3 (1934, 1950, 1962)                    |

1 Félkövérrel az adott év világbajnokai vannak jelölve. Dőlt betűvel az adott év rendezői kerültek feltüntetésre.
2 Németország néven.